# Bernhard II van Brunswijk-Lüneburg
Bernhard II van Brunswijk-Lüneburg bijgenaamd de Vrome (circa 1437 - 9 februari 1464) was van 1452 tot 1457 bisschop van Hildesheim en van 1457 tot aan zijn dood hertog van Brunswijk-Lüneburg. Hij behoorde tot het huis Welfen.

## Levensloop
Bernhard was de oudste zoon van hertog Frederik II van Brunswijk-Lüneburg en diens echtgenote Magdalena, dochter van keurvorst Frederik I van Brandenburg.
In 1452 werd hij op vraag van bisschop Magnus van Hildesheim verkozen tot zijn coadjutor en toen de bisschop later dat jaar overleed volgde Bernhard II hem op. Bisschop Magnus wilde namelijk graag een opvolger uit het huis Welfen, omdat hij dacht dat dit de positie van zijn bisdom tegenover het hertogdom Brunswijk-Wolfenbüttel zou verbeteren. Dit gebeurde echter niet omdat Bernhard eerst en vooral zijn familiebelangen verdedigde.
In 1457 trad Bernhard af als bisschop van Hildesheim en verliet hij de geestelijkheid om zijn vader op te volgen als hertog van Brunswijk-Lüneburg, die aftrad om toe te treden tot het kloosterleven. Bernhard bestuurde dit hertogdom tot aan zijn dood in 1464 en werd toen opgevolgd door zijn broer Otto II.

## Huwelijk
In 1463 huwde Bernhard met Mathilde (overleden in 1468), dochter van graaf Otto II van Schauenburg-Pinneberg. Hun huwelijk bleef kinderloos.
- Gemeinsame Normdatei: 136816797
- Virtual International Authority File: 81098684